# Giovanni Battista Pergolesi
Giovanni Battista Pergolesi (sinh ngày 4 tháng 1 năm 1710 tại Jesi, gần Ancona - mất ngày 16 tháng 3 năm 1736 tại Pozzouli, gần Naples) là nhà soạn nhạc, nghệ sĩ đàn violin, đàn organ người Ý. Ông là một trong những nhà soạn nhạc thuộc thời kỳ Baroque. Pergolesi là một trong những nhà soạn nhạc đặt nền móng cho sự phát triển của opera hài Ý, đồng thời ông còn là nhà kinh điển đầu tiên của thể loại này. Các tác phẩm của ông có giai điệu giàu sức diễn cảm, cách thể hiện hồn nhiên và giản dị.
Giovanni Battista Pergolesi học nhạc tại thành phố Naples. Ông đặc biệt xuất sắc ở thể loại opera hài. Sự nghiệp và cuộc đời của ông ngắn ngủi vì bệnh lao. Các tác phẩm tiêu biểu của ông như La conversione e morte di San Guglielmo (1731), Lo frate 'nnamorato (Tình cảm anh em, 1732, bằng ngôn ngữ Naples), L'Olimpiade (ngày 31 tháng 1 năm 1735) và Il Flaminio (1735).